# Arida (planta)
Arida es un género de plantas con flores perteneciente a la familia Asteraceae. Comprende 9 especies descritas y aceptadas.

## Taxonomía
El género fue descrito por (R.L.Hartm.) D.R.Morgan & R.L.Hartm. y publicado en Sida 20(4): 1410. 2003.

## Especies
A continuación se brinda un listado de las especies del género Arida (planta) aceptadas hasta junio de 2011, ordenadas alfabéticamente. Para cada una se indica el nombre binomial seguido del autor, abreviado según las convenciones y usos.
- Arida arizonica (R.C.Jacks. & R.R.Johnson) D.R.Morgan & R.L.Hartm.
- Arida blepharophylla (A.Gray) D.R.Morgan & R.L.Hartm.
- Arida carnosa (A.Gray) D.R.Morgan & R.L.Hartm.
- Arida coulteri (A.Gray) D.R.Morgan & R.L.Hartm.
- Arida crispa (Brandegee) D.R.Morgan & R.L.Hartm.
- Arida mattturneri B.L.Turner & G.L.Nesom
- Arida parviflora (A.Gray) D.R.Morgan & R.L.Hartm.
- Arida riparia (Kunth) D.R.Morgan & R.L.Hartm.
- Arida turneri (M.L.Arnold & R.C.Jacks.) D.R.Morgan & R.L.Hartm.